# Lee Yoo-young
Dans ce nom coréen, le nom de famille, Lee, précède le nom personnel.
Lee Yoo-young (hangeul : 이유영 ; RR : I Yu-yeong ; MR : Ri Yu-yŏng) est une actrice sud-coréenne, née le 8 décembre 1989 à Séoul.

## Biographie

### Carrière
Lee Yoo-young naît le 8 décembre 1989 à Séoul.
En 2014, elle apparaît dans le film Bom (봄) de Cho Geun-hyun, pour lequel elle reçoit le prix de la meilleure actrice au festival international du film de Milan,.

### Vie privée
En décembre 2016, Lee Yoo-young confirme sa relation amoureuse avec Kim Joo-hyuk, qu'elle a rencontré en plein tournage de  Yourself and Yours (당신 자신과 당신의 것), juste à sa mort, survenue le 30 octobre 2017, dans un accident de la route,.

## Filmographie partielle

### Longs métrages
- 2013 : Hide and Seek (숨바꼭질) de Huh Jung : la serveuse à temps partiel
- 2014 : Bom (봄) de Cho Geun-hyun : Lee Min-kyeong
- 2016 : Yourself and Yours (당신 자신과 당신의 것) de Hong Sang-soo : Min-jeong
- 2018 : Marionette (나를 기억해) de Lee Han-wook : Han Seo-rin
- 2018 : Grass (풀잎들) de Hong Sang-soo (apparition exceptionnelle)
- 2018 : Herstory (허스토리) de Min Gyoo-dong : Ryoo Seon-yeong (apparition exceptionnelle)

### Séries télévisées
- 2017 : Tunnel (터널) : Shin Jae-yi
- 2019 : The Lies Within (모두의 거짓말) : Kim Seo-hee
- 2021 : Dr. Brain (Dr. 브레인) : Jeong Jae-yi (websérie)